# Stammbaum

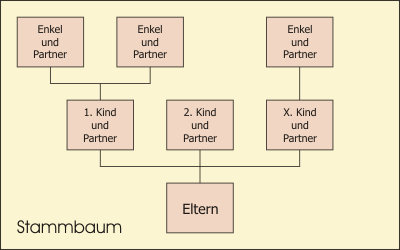
Schematischer Aufbau eines Stammbaumes

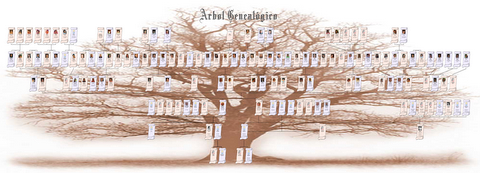
Ein Stammbaum, erzeugt mit der Software Ahnenblatt

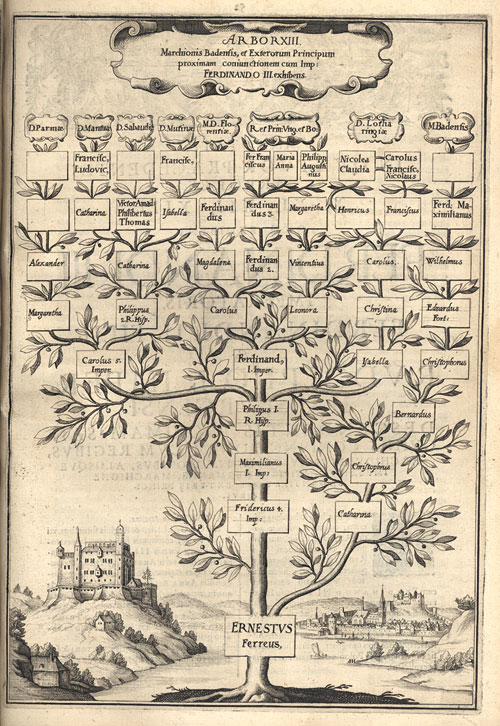
Stammbaum aus dem Arboretvm genealogicvm von 1635 mit dem Versuch, fast alle europäischen Herrscherdynastien auf die Nachkommenschaft Rudolfs von Habsburg zurückzuführen

Ein Stammbaum (neuzeitliche Lehnübertragung von mittellateinisch arbor consanguinitatis „Baum der Blutsverwandtschaft“) ist im allgemeinen Sinne die baumförmige Darstellung der Abstammung von Lebewesen, Sachen oder Ideen voneinander, ausgehend von einem oder zwei zugrundeliegenden Exemplaren an der Baumwurzel. In der Familienforschung (Genealogie) ist ein Stammbaum die Darstellung der namentlich bekannten Nachkommen einer (früheren) Person oder eines Paares; dabei wird die Person oder das Paar zuunterst angezeigt mit nach oben verzweigenden Verbindungslinien zu ihren „Abkömmlingen“ und deren Nachfahren.
Umgangssprachlich wird unter einem Stammbaum auch fälschlich die Darstellung einer Stammlinie oder Stammliste in der Form eines Baumstammes verstanden („Familienstammbaum“), bei der nur die Erbfolge in der Väterlinie an den jeweils ältesten ehelichen Sohn über mehrere Generationen abgebildet wird. Dadurch enthält diese Darstellung allerdings nur einen sehr kleinen Ausschnitt der Nachkommenschaft der ursprünglichen Stammeltern, denn alle Vorfahren der jeweiligen Mütter sowie die Geschwister der Erbsöhne und deren Nachkommen bleiben unberücksichtigt, der Darstellung fehlen die Verästelungen in Seitenlinien. Selbst das in genealogischen Kreisen bekannte GenWiki definiert Stammbaum als eine solche männliche Linie. Ein geschichtliches Vorbild für diese Form der Darstellung ist der Jessebaum (Wurzel Jesse), ein verbreitetes Bildmotiv der christlichen Kunst vor allem im Mittelalter, das einen Stammbaum von Jesus Christus abbilden soll (siehe auch Baum des Lebens in der Religionsgeschichte).
Das Gegenteil eines Stammbaums, also die Darstellung der Vorfahren einer Person, wird richtig als Ahnentafel (oder Vorfahrentafel) bezeichnet. Auch der Duden beschreibt die Bedeutung von Stammbaum ebenfalls falsch als „Nachweis möglichst vieler Vorfahren“ und setzt ihn gleich mit einer „Abstammungstafel“ (Ahnentafel). Falsch ist bei diesem Verständnis auch der Wechsel von der Nachkommen- zur Vorfahrenschaft und wie „möglichst viele Vorfahren“ in der Form eines sich nach unten verjüngenden Baumes dargestellt werden sollten.
Andere Darstellungsformen von Verwandtschaftsbeziehungen sind die Nachkommentafel oder die Nachkommenliste, dabei steht die Ausgangsperson zuoberst oder links. Genealogisch wird nur dann von einem Stammbaum gesprochen, wenn die grafische Darstellung in Baumform erfolgt (siehe auch das Baum-Konzept in der Graphentheorie). Stammbäume werden auch für Tier- oder Pflanzen-Individuen erstellt, im übertragenen Sinne auch für Objekte und Ideen (siehe unten).
Eine Kombination von Vorfahren und Nachkommentafeln ist die in der Genealogie benutzte Verwandtschaftstafel, bei der die Eltern und weitere Ahnen und Kinder und weitere Nachkommen einer Person oder eines Paares dargestellt werden. Aus der Form der Darstellung wird das auch als Sanduhr-Darstellung bezeichnet.
Eine komplexe, umfassende Darstellung der Verwandtschaft einer Person oder Familie ist das Genogramm.

## Geschichte
Man schmückte in der Antike solche Darstellungen, zurückgehend auf die biblische Stelle der Wurzel Jesse (Jes. 11,1), ornamental und figürlich reich.
Im Frühmittelalter stellten Hochgeborene ihre Einmaligkeit und Heiligkeit ihrer Verwandtschaftsbeziehungen (Blutslinie) dar. Vom Hochmittelalter bis in die beginnende Neuzeit wurde der Nachweis, von edlem Geblüt zu sein (eine bestimmte Anzahl von freigeborenen Ahnen haben), wichtig, um die Berechtigung zu Ritterschlag und Turnierteilnahme zu erlangen, im weiteren Sinn auch die Berechtigung zum Eintritt in einen Ritterorden oder in einen adligen Dom- oder Stiftskapitel. Diese Form der Darstellung – oft ausgeschmückt mit Wappendarstellungen wird als Aufschwörungstafel bezeichnet. Die Verwandtschaftsbeziehungen waren damals im Ehe- und Erbrecht wichtig. Das Streben nach möglichst weit zurückliegenden prominenten, sagenhaften Vorfahren führte gelegentlich zu abstrusen Behauptungen der Abstammung.

## Begriffe und Darstellungsformen
Verwandtschaft und Abstammung können in verschiedenen Formen beschrieben werden. Neben der graphischen Darstellung in Baumform sind auch Listendarstellungen üblich, die platzsparender sind:
| Bezeichnung                                     | Grafik                     | Liste            |
| ----------------------------------------------- | -------------------------- | ---------------- |
| alle Nachkommen                                 | Stammbaum, Nachkommentafel | Nachkommenliste  |
| alle Vorfahren                                  | Ahnentafel                 | Ahnenliste       |
| Vor- und Nachfahren einer Person                | Verwandtentafel            | Verwandtenlisten |
| männliche, erstgeborene Nachkommen einer Person | Stammlinie                 | Stammliste       |

## Darstellung in Baumform
Beim Stammbaum wird die Stammmutter und/oder der Stammvater als Bezugsperson ganz unten dargestellt, gleichsam als Wurzel eines Baumes. In den Ästen darüber finden sich die Kinder und deren Nachfahren, dabei steht in jeder Generation bei Geschwistern das ältere Geschwisterteil links vom jüngeren, unabhängig von seinem Geschlecht. Die Darstellung kann schematisch erfolgen oder dekorativ ausgeschmückt werden.
Stammbäume existieren in verschiedenen Ausprägungen. Traditionelle Stammbäume konzentrierten sich auf eine „Stammlinie“ mit vorwiegend männlichen Nachfahren (und Erbnachfolgern) der Vorfahren, zusammen mit ihren Ehefrauen. So wurden beispielsweise nur Personen gleichen Familiennamens einbezogen; da verheiratete Töchter den Namen ihres Ehemannes annahmen, fielen sie aus derartigen Stammbäumen ihrer eigenen Familienangehörigen heraus.
In Hinblick auf die medizinische Diagnose von Erbkrankheiten sind aber die weibliche und die männliche biologische Abstammungslinie von gleicher Bedeutung, beispielsweise bei der humangenetischen Beratung. Die moderne Familienforschung strebt deshalb nach umfangreichen, sämtliche Abstammungslinien umfassenden Ahnenlisten – anstelle von Stammlinien, die sich nur auf die männliche Seite der Abstammung beschränken.

## Genealogische Datensammlung
Für die Erstellung des Stammbaums einer Person bedarf es einer zeitaufwändigen Recherche zu den genauen Daten aller Vorfahren und gegebenenfalls Nachfahren; diese Informationsbeschaffung kann sich über viele Jahre hinziehen. Erst mit dem Erreichen des ursprünglichen „Spitzenahns“ (Stammmutter, Stammvater) kann mit der graphischen Darstellung der gesammelten Verwandtschaftsinformationen begonnen werden.
Die ersten Anlaufstellen sind die Familienstammbücher der Eltern oder der Großeltern. Standesämter und Pfarreien mit ihren Kirchenbüchern sind die nächste Stufe der Datenbeschaffung. Kann auf ein vorhandenes Ortsfamilienbuch zugegriffen werden, findet sich dort bereits eine umfangreiche Zusammenstellung. Die Daten können durch Suchanfragen bei der Ahnenstammkartei des deutschen Volkes und der Ahnenlistensammlung ergänzt werden, ohne die zugrunde liegenden Quellen einsehen zu müssen.
Früher oder später kommt die Suche an einen „toten Punkt“. Spätestens mit dem Ende oder dem geschichtlichen Beginn der Kirchenbuch-Aufzeichnung werden andere Quellen benötigt. Alte Steuerlisten können weiteren Aufschluss bieten. Die Online-Recherche im Internet ist zwar ein zeitlicher Gewinn, kann aber nur mit größter Vorsicht und nur zur Quellenunterstützung genutzt werden. Viele Genealogie-Foren bieten dazu GEDCOM-Dateien aus privaten Recherchen zum Herunterladen.

## Tierzucht
In der Tierzucht, beispielsweise von Rassehunden oder Nutztieren, dienen Zuchtbücher der Übersicht über alle Zuchttiere einer Rasse. Sie enthalten jeweils die Vorfahren und Nachkommen der eingetragenen Zuchttiere, gegebenenfalls mit ihren besonderen Eigenschaften. Die Jungtiere bekommen jeweils Zuchtpapiere, die bei Pferd Abstammungsnachweis heißen. Bei Pferden wird die Ahnentafel oft auch Pedigree genannt (siehe auch Zuchtwertschätzung, Rassestandards).

## Stammbäume in anderen Bereichen

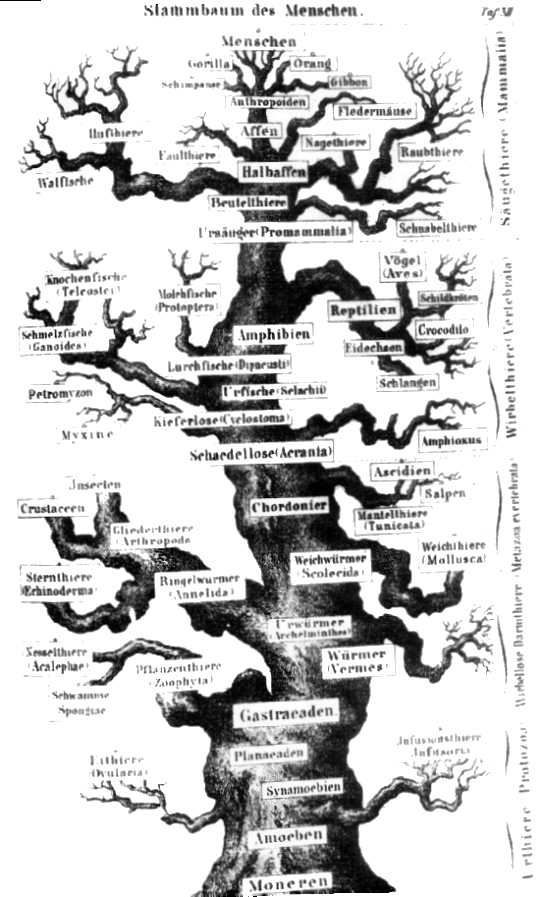
„Stammbaum des Menschen“ (Ernst Haeckel, Zoologe, 1874)

Die Bezeichnung „Stammbaum“ ist auch in anderen Anwendungsgebieten gebräuchlich, die mit Abstammung und Vererbung zu tun haben. Sie benutzen das gleiche Bild und die gleiche Systematik auch für Objekte oder Sachgebiete, die sich auseinanderentwickelt haben:
- Innerhalb der Genetik wird mit „Stammbaumanalysen“ gearbeitet und es gibt den „molekularen Stammbaum“ der Archäogenetik (siehe auch „Genetischer Flaschenhals“ beim Menschen, Mitochondriale Eva, Adam des Y-Chromosoms).
- In der Bioinformatik und der Evolutionsbiologie beginnt der „Stammbaum der Evolution“ mit einem hypothetischen gemeinsamen Vorfahren aller bekannten biologischen Arten auf der Erde und fächert sich dann entsprechend ihrer Verwandtschaftsbeziehungen immer weiter auf (siehe auch Phylogenetische Systematik).
- In Erkenntnistheorien wurde schon früh versucht, einen „Stammbaum der Wissenschaften“ zu erstellen.
- In der Sprachwissenschaft gab es bis um 1900 die „Stammbaumtheorie“ der Entwicklung der verschiedenen Sprachen aus vermuteten Ursprachen.
- Innerhalb der literaturwissenschaftlichen Textkritik wird ein „Stammbaum“ (Stemma) von Handschriften erstellt, die voneinander abgeschrieben wurden.
- In der Informatik gibt es den „Stammbaum der Programmiersprachen“, der um 1843 mit den ersten Programmiertätigkeiten der britischen Adligen Ada Lovelace beginnt; nach ihr wurde in den 1970er Jahren die Programmiersprache Ada benannt.
- In den Wissenschaften werden mit einem akademischen Stammbaum wissenschaftliche Schulen aufgezeigt, die Traditionen und Entwicklungen innerhalb einer wissenschaftlichen Disziplin erkennen lassen.